# Antimycine
Die Antimycine sind ein Stoffgruppe mehrerer eng verwandter Antibiotika aus Streptomyceten.
Als Antimycin A bezeichnet man eine Mischung verschiedener Antimycine, deren Hauptbestandteile die Antimycine A1, A2, A3 und A4 sind.
Die Antimycine wirken als Hemmstoff der Atmungskette.

## Gewinnung und Darstellung
Antimycin A kann aus Streptomyces antibioticus-Kulturen extrahiert werden, die mit einem Ausgangs-pH von 6,8 bis 7,1, ohne Eisen-Supplementation und mit 2 g DL-Tryptophan kultiviert werden. Die einzelnen Vertreter lassen sich per HPLC isolieren.

## Vertreter
| Name           | Antimycin A1 | Antimycin A2                                                                                       | Antimycin A3 | Antimycin A4                                                                                       |
| -------------- | --- | -------------------------------------------------------------------------------------------------- | --- | -------------------------------------------------------------------------------------------------- |
| Strukturformel | Strukturformel von Antimycin A1                                                                                              | Strukturformel von Antimycin A2                                                                    | Strukturformel von Antimycin A3                                                                                              | Strukturformel von Antimycin A4                                                                    |
| IUPAC-Name     | [(2R,3S,6S,7R,8R)-3-[(3-Formamido-2-hydroxybenzoyl)amino]-8-hexyl-2,6-dimethyl-4,9-dioxo-1,5-dioxonan-7-yl]-3-methylbutanoat | [3-[(3-Formamido-2-hydroxybenzoyl)amino]-8-hexyl-2,6-dimethyl-4,9-dioxo-1,5-dioxonan-7-yl]butanoat | [(2R,3S,6S,7R,8R)-8-Butyl-3-[(3-formamido-2-hydroxybenzoyl)amino]-2,6-dimethyl-4,9-dioxo-1,5-dioxonan-7-yl]-3-methylbutanoat | [8-Butyl-3-[(3-formamido-2-hydroxybenzoyl)amino]-2,6-dimethyl-4,9-dioxo-1,5-dioxonan-7-yl]butanoat |
| Deutscher Name | 3-Methylbutansäure-3-((3-(formylamino)-2-hydroxybenzoyl)amino)-8-hexyl-2,6-dimethyl-4,9-dioxo-1,5-dioxonan-7-ylester         | | | |
| Synonym        | Fintrol | | Blastmycin | |
| CAS-Nummer     | 642-15-9 | 27220-57-1                                                                                         | 522-70-3 | 27220-59-3                                                                                         |
| CAS-Nummer     | 1397-94-0 | | | |
| PubChem        | 12550 | 3084471                                                                                            | 245869 | 3084472                                                                                            |
| Summenformel   | C28H40N2O9 | C27H38N2O9                                                                                         | C27H38N2O9 | C25H34N2O9                                                                                         |
| Molare Masse   | 548,63 g·mol−1 | 534,61 g·mol−1                                                                                     | 520,58 g·mol−1 | 506,55 g·mol−1                                                                                     |
| Schmelzpunkt   | 149–150 °C | | 174–175 °C | |

## Eigenschaften und Wirkung
Die Antimycine bilden farblose Kristalle, die nahezu unlöslich in Wasser, aber löslich in Ethanol, Aceton und Diethylether sind.
Antimycin A bindet an die Qi-Stelle im Cytochrom bc1-Komplex und verhindert so einen Elektronentransfer von Häm bH zum Ubichinon.
Es bindet an den Komplex III und blockiert damit die Übertragung von Elektronen vom Coenzym Q auf Cytochrom c. Die Komponenten der Atmungskette, die vor dem Wirkungsort von Antimycin A im Komplex III liegen, bleiben reduziert. Alle Komponenten dahinter, bleiben oxidiert. Damit wird der Verbrauch von Sauerstoff im Komplex IV und die Synthese von ATP im Komplex V gehemmt.